# 拉法·纳达尔学院
拉法·纳达尔学院（Rafa Nadal Academy，简称RNA）是位于西班牙马略卡岛的一家网球训练中心。该学院由西班牙传奇网球运动员拉斐尔·纳达尔于2016年创立，并坐落于他的家乡马纳科尔。学院的首任总监是拉斐尔的叔叔和教练托尼·纳达尔。该校由移动之星（Movistar）冠名赞助。

## 历史与设施
纳达尔于2008年创立了拉斐尔·纳达尔基金会，并于2010年在印度安纳塔普尔体育村开设了他的第一所网球学校——纳达尔教育网球学校（Nadal Educational Tennis School）。
马纳科尔的拉法·纳达尔学院于2014年11月破土动工。学院于2016年6月开始运营，并于2016年10月19日举行了开幕仪式。开幕时，学院由托尼·纳达尔（他于次年停止执教侄子拉斐尔）和纳达尔的长期经纪人卡洛斯·科斯塔（Carlos Costa）领导。纳达尔的新教练、前世界第一卡洛斯·莫亚担任技术总监。
马纳科尔校区拥有23个硬地球场（19个室外，4个室内）、20个红土球场（13个室外，7个半室内）、12个板网球场地（6个室外，6个室内）、两个壁球场、一个足球场以及两个游泳池（室外和室内各一）。此外，校园内还设有運動醫學设施和一所國際學校——拉斐尔·纳达尔国际学校（Rafa Nadal International School），为10至18岁的学生提供教育。
在该场地举办的比赛包括ATP挑战巡回赛中的拉法·纳达尔网球公开赛。

## 知名校友
- 亚历克莎·埃亚拉[11]
- 马丁·兰达卢塞[12]
- 豪梅·穆纳尔[13]
- 卡斯珀·鲁德[14]
- 阿卜杜拉·谢尔巴耶[15]
- 阿林娜·科尔涅耶娃[16]